# Shabi Ben Baruch
Pour les articles homonymes, voir Baruch.
Shabi Ben Baruch, né le 4 avril 1944, est un footballeur international israélien.
Il évolue habituellement comme milieu de terrain.

## Carrière
Shabi Ben Baruch joue dans les équipes suivantes : 
- 1962-1970 : Hapoël Tel-Aviv ( Israël)
- 1964-1966 :  Israël